# Ахриси
Ахриси (груз. ახრისი) — село в Грузии, на территории Горийского муниципалитета края (мхаре) Шида-Картли.

## География
Село находится в центральной части Грузии, на правом берегу реки Меджуды, на расстоянии приблизительно 12 километров (по прямой) к северо-северо-востоку от города Гори, административного центра муниципалитета. Абсолютная высота — 756 метров над уровнем моря.

## Население
По результатам официальной переписи населения 2014 года в Ахриси проживало 638 человек (322 мужчины и 316 женщин). В национальной структуре населения грузины составляли 95 %, осетины — 2,7 %, армяне — 1,9 %.
| Год  | Население, человек |
| ---- | ------------------ |
| 2002 | 826                |
| 2014 | ↘ 638              |